# Phryneta ephippiata
Phryneta ephippiata är en skalbaggsart som först beskrevs av Francis Polkinghorne Pascoe 1864.  Phryneta ephippiata ingår i släktet Phryneta och familjen långhorningar. Inga underarter finns listade i Catalogue of Life.